# Pantelimon V. Sinadino
Pantelimon V. Sinadino (n. 17 iulie 1875, Chișinău, Imperiul Rus – d. 3 februarie 1940) a fost un politician țarist, deputat în Duma de Stat al celei de-a II-a convocări din partea Basarabiei, medic și scriitor. Primar al Chișinăului în anii 1903-1904, 1905-1907 și 1909-1910.

## Biografie, familie

P. V. Sinadino la începutul secolului XX

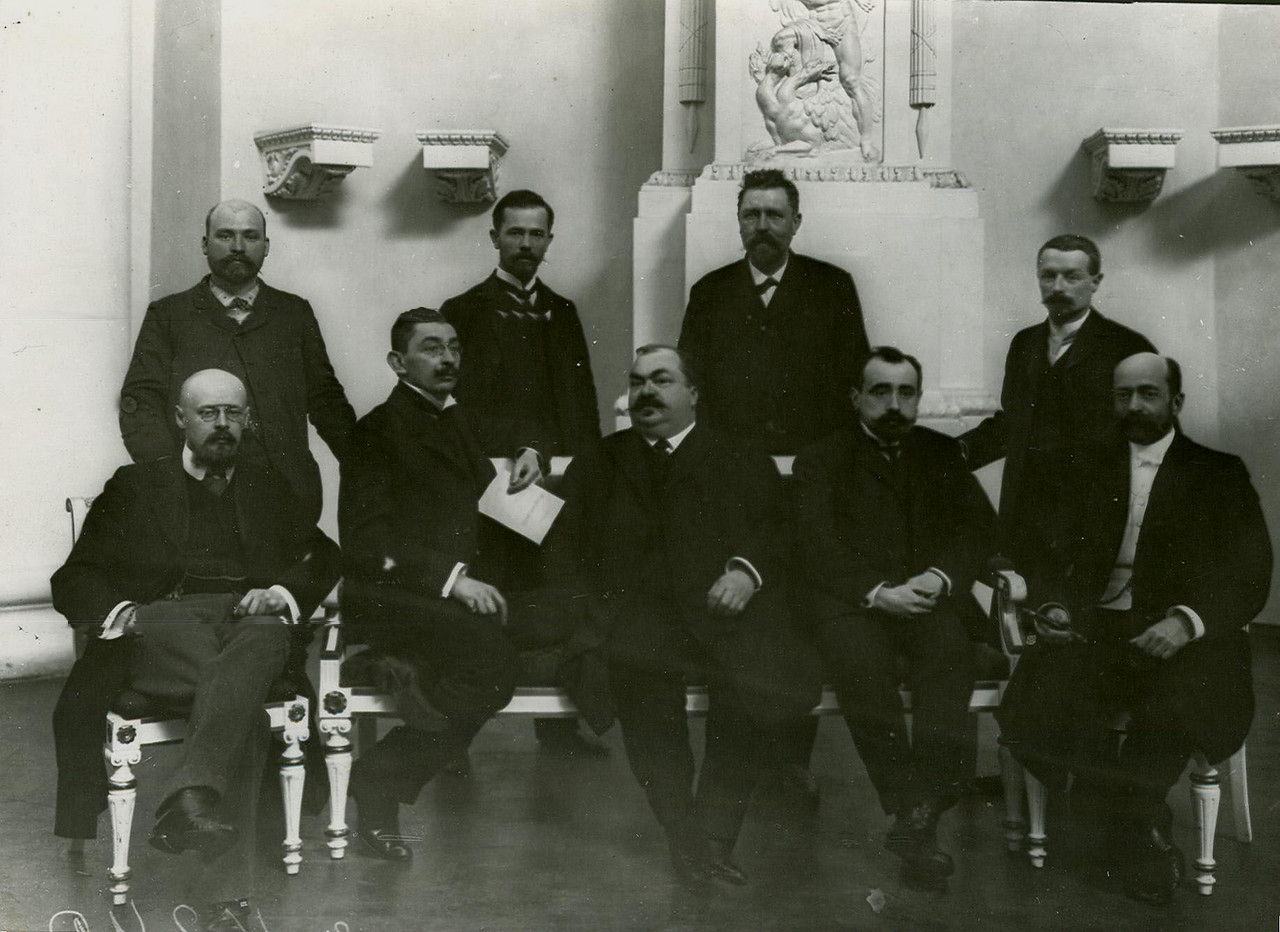
Membri ai Dumei a II-a de Stat din partea Basarabiei. În picioare (de la stânga): Emelian Melenciuc, Arefa Tretiacenko, Johann Gerstenberger și Dmitri Sviatopolk-Mirski; așezați (de la stânga): Vladimir Purișkevici, Pavel Krupensky, Anton Demianovici, Pantelimon Sinadino și Pavel Crușeveanu.

Pantelimon Sinadino s-a născut într-o familie de negustori greci. Bunicul său, Pantelimon I. Sinadino, a fost primar al Chișinăului în perioadele 1837-39 și 1840-42, iar tatăl, Victor Sinadino, cetățean de onoare al Chișinăului, a ctitorit câteva edificii importante în oraș, printre care biserica Sfântul Pantelimon (1891, împreună cu fratele său Ioan și Banca orășenească (în prezent, Sala cu orgă).
În perioada 1893-1924, actuala stradă Vlaicu Pârcălab din Chișinău s-a numit ,,strada Victor Sinadino", în onoarea tatălui lui Pantelimon Sinadino.

## Activitate
Pantelimon Sinadino își face studiile la Liceul nr. 1 din Chișinău (promoția 1894) și la Universitatea din Kiev (specializându-se în economie, finanțe și medicină).
La 25 aprilie 1903 devine primarul Chișinăului în locul lui Carol Schmidt, care demisionase în semn de protest față de Pogromul de la Chișinău. A ocupat funcția de primar până la 20 ianuarie 1904.

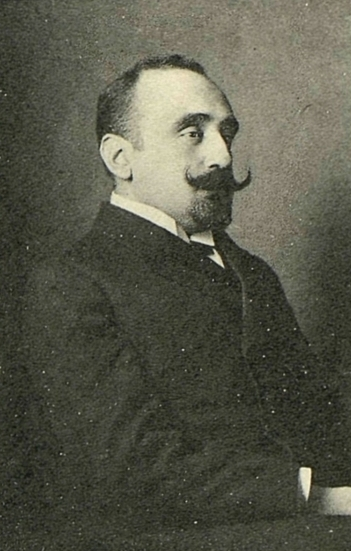
Sinadino în 1910

Revine în postul de primar al Chișinăului pe 11 noiembrie 1905, fiind desemnat să dețină acest post pe un termen de patru ani.
La 6 februarie 1907 a fost ales membru al Dumei a II-a de Stat a Rusiei țariste, iar la 14 octombrie același an a fost ales membru pentru Duma de Stat de legislatura a III-a. Per total, Sinadino a activat în Duma rusă din 1907 până în 1917.

Banca şi Primăria din Chişinău, două instituţii unde P.V. Sinadino şi-a desfăşurat activitatea. Între cele două edificii trecea strada Victor Sinadino, numită astfel în onoarea tatălui lui P.V. Sinadino

La 22 octombrie 1909 a fost ales a treia oară primar, dar la 15 februarie 1910 își dă demisia.
In 1917 devine membru în Sfatul Țării din partea minorității grecești. Din motive de sănătate, activează puțin în cadrul acestui for.
La începutul anului 1918, în fruntea unei delegații de latifundiari basarabeni, se întâlnește la Iași cu regele Ferdinand. În cadrul acestei întâlniri, latidifundiarii, aflați sub pericolul de a-și vedea averile confiscate de bolșevici, se declară susținători ai unirii Basarabiei cu România, cu condiția de a le fi garantate proprietățile de Guvernul Român.
În anii 1924-40 ocupă funcții importante în Banca Populară din Basarabia. 
În 1933, la invitația lui Ion Duca, devine membru al Partidului Național Liberal și este ales în Parlamentul României.
A fost arestat la 9 iulie 1940 de NKVD și despre soarta lui de atunci nu se știe nimic.
Soția Xenia și doi copii, Alexandru și Victor, au reușit să se refugieze la București.

## Opera
- Chișinăul nostru (1904-06, Amintiri) (manuscris);
- Creditul în Basarabia - Chișinău, 1929;
- Ce este necesar pentru însănătoșirea vieții economice în Basarabia - Chișinău, Tip. Dreptatea, 1916

## Despre Sinadino în presa vremii
„Mai rar așa primar. În timpul ședinței de pe 31 decembrie a Dumei din Chișinău s-a întâmplat un lucru mai puțin obișnuit. Membrul Dumei de Stat și fost primar al Chișinăului P.V. Sinadino a declarat că, mânat de un sentiment de omenie, va acoperi din bani proprii acele pagube care, potrivit inspectorilor, au fost pricinuite de funcționarii din conducerea orășenească de pe vremea când Sinadino era primar. Cu toate acestea, el s-a declarat convins că toți funcționarii și-au îndeplinit atribuțiile onest și nu poate fi vorba de vreo delapidare. Duma orășenească a decis să instaleze în sala de ședințe portretul lui P.V. Sinadino.”—Ziarul Россия (Rusia), nr. 1573, 17 ianuarie 1911
„E demn de remarcat maniera plină de-o simpatică simplicitate și afabilitatea naturală cu care d-l Sinadino te primește în apartamentele sale elegante, fapt ce denotă nu numai delicatețe personală, dar adevarată educațiune politică, pe care ești fericit când o poți întâlni și la oameni politici din Regat. ”—Ziarul Basarabia, An. I, nr.2, Piatra Neamț, 29 iunie 1918